# Podanychroma
Podanychroma is een kevergeslacht uit de familie van de boktorren (Cerambycidae). De wetenschappelijke naam van het geslacht werd voor het eerst geldig gepubliceerd in 2007 door Vives, Bentanachs & Chew.

## Soorten
Podanychroma omvat de volgende soorten:
- Podanychroma brevicorne (Franz, 1954)
- Podanychroma moratiae Vives, Bentanachs & Chew, 2007